# Calogero Di Gloria
Calogero Lino Di Gloria (La Spezia, 12 gennaio 1917 – Pistoia, 10 agosto 1997) è stato un politico italiano.
È stato deputato all'Assemblea Costituente.

## Biografia
Nato a La Spezia, si trasferisce da giovane con la famiglia a Pistoia, dove svolge tutta la propria carriera professionale e politica. Dopo la laurea in Giurisprudenza all'Università di Firenze, frequenta anche la Facoltà di Lettere e poi è insegnante di Filosofia e Storia, prima di dedicarsi interamente alla pratica forense.
Nel 1944 aderisce al Partito Socialista Italiano (all'epoca denominato Psiup), nel 1945 ne è vice-segretario della federazione provinciale di Pistoia. Viene poi eletto all'Assemblea Costituente, ottenendo 5.178 preferenze nella circoscrizione Firenze-Pistoia. Durante i lavori della Costituente presenta 10 emendamenti, di cui due vengono approvati.
Nel gennaio 1947 partecipa alla scissione di palazzo Barberini e aderisce al PSLI. Alle elezioni politiche del 18 aprile 1948 è candidato nella lista di Unità Socialista nella circoscrizione di Firenze-Pistoia, dove ottiene 4.212 preferenze, senza risultare eletto.
Si ricandida alla Camera anche alle elezioni politiche del 1953, sempre a Firenze-Pistoia, con il PSDI, ottenendo 3.168 preferenze, non sufficienti per essere eletto.
Dopo la morte gli viene intitolata una via a Bottegone, frazione del comune di Pistoia.